# Gilbert Louage
Gilbert Louage, né à Paris le 27 novembre 1930 et mort à Toulon le 5 décembre 1975, est un peintre figuratif français du XXe siècle. Son œuvre, étroitement liée à la littérature française et espagnole ainsi qu'aux grands thèmes chrétiens, se développe - plus encore que dans la peinture - dans le dessin, la gouache et la tapisserie.

## Biographie
Né à Paris le 27 novembre 1930, Gilbert, fils de Renée Rameau, devient Gilbert Louage en 1935 lorsque sa mère épouse Robert Louage, employé à la SNCF.
Son enfance fut profondément marquée par les tragédies de la guerre, en banlieue parisienne et au cours de l'exode, à Dol-de-Bretagne. Robert Louage étant muté à La Seyne-sur-Mer, la famille - qui comprend aussi Raymond, le demi-frère aîné de Gilbert - s'y installe en 1945, avant d'acheter une ancienne maison dans le hameau de La Sardine à Six-Fours en 1949.
En 1947, il entre à l'École des Beaux-Arts de Toulon, où son talent précoce est immédiatement reconnu par ses professeurs, les peintres Eugène Baboulène et Henri Pertus. Là, il se lie d'amitié avec quatre autres élèves, Pierre Anfosso, Jacques Burois, Monique Ducreux et Robert Mendoze. Les cinq artistes fondent en 1950 le "Groupe 50" et exposent à la galerie toulonnaise La Palette ainsi qu'au musée des Beaux-Arts de Toulon ; ils participent cette même année à la Biennale de Menton et à l'Exposition de la Jeune Peinture méditerranéenne.
Après avoir accompli son service militaire à Nice, de 1951 à 1953, comme secrétaire d'un officier supérieur, il part à Correns, dans le Haut-Var, avec Jacques Burois et Robert Mendoze. C'est là qu'il réalisera ses premières tapisseries.
À partir de 1955, il vient vivre à Paris. Il peint de grands panneaux à l'huile pour la chapelle du lycée jésuite Franklin dans le XVIe arrondissement.
Une exposition de ses œuvres est organisée en 1958 à la galerie Art et Tradition Chrétienne. On pouvait y admirer notamment une remarquable suite de gouaches inspirées du Grand Meaulnes d'Alain-Fournier, mais aussi des broderies et des vêtements liturgiques (chasubles).
Au cours de cette période, il fréquente beaucoup les musées et sa culture artistique, déjà considérable, s'accroît encore. Il convient de souligner son éclectisme : ainsi son admiration profonde pour la sculpture et la peinture médiévales (romane mais aussi gothique), ne l'empêchera pas de reconnaître le rôle capital joué par des artistes dont les formes sont pourtant, en première apparence, étrangères aux siennes, comme les Impressionnistes et Cézanne.
Son style propre, déjà bien identifiable depuis des années, s'affirme et s'enrichit de ses découvertes. Il travaille sur deux tableaux à l'huile, les Noces de Cana, toile auoud'hui disparue et une Mise au tombeau. Il continue à exécuter des broderies au point lancé et des assemblages de tissus sur feutrine. Il dessine énormément, s'inspirant d'œuvres littéraires, de textes chrétiens, mais travaillant aussi sur nature parfois dans Paris (dessins de Ménilmontant), d'autres fois dans la campagne au cours de voyages (dessins du Limousin).
Après avoir participé au Salon d'Art sacré de Vézelay, il part pour trois ans dans le couvent des pères carmes de Bruxelles. Là il réalise de grandes broderies au point lancé et poursuit sa méditation picturale sur les grands textes littéraires que sa boulimique passion pour la lecture lui offre depuis l'enfance.
L'Espagne, enfin découverte après avoir été tant rêvée, l'incite à renforcer et mieux maîtriser esthétiquement une communion déjà ancienne avec Federico Garcia Lorca. Ce voyage effectué en 1961 en compagnie des Carmes est également l'occasion de se laisser pénétrer par la pensée et la foi de Sainte Thérèse d'Avila. Rencontre mystique d'où naîtront bien plus tard les vingt-trois gouaches qui couronneront l'ouvrage de Marcelle Auclair sur la vie de la réformatrice des Carmélites.
Infatigable travailleur, il réalise des broderies monumentales, non seulement pour les Carmes, mais aussi pour la société Nestlé de Bruxelles, pour la Caisse d'épargne de Toulon et diverses églises. Il travaille sur des ouvrages de Julien Green (Minuit, Adrienne Mesurat), Gustave Flaubert (Madame Bovary), Michel de Ghelderode…
Son activité se déploie également dans les décors et costumes de théâtre. Passionné par le théâtre français depuis son adolescence (il lisait et relisait Molière, Labiche, Cocteau, Jean Racine), il travaille bénévolement pour la troupe du théâtre du Rocher. Compagnie César Gattegno
En 1968, sa mère, Renée, meurt et la relation de Gilbert avec son père adoptif, Robert Louage, déjà tendue depuis des années, se détériore tout à fait.
Dès 1970, son activité artistique demeurant extrêmement intense, sa notoriété s'accroît. En 1973 une grande exposition de ses tapisseries et gouaches est organisée à Aix-en-Provence. Sa création s'oriente en direction du théâtre d'Arrabal qui le fascine par l'entrelacement qu'on y trouve du sacré et du sacrilège. Au cours de ces années, Gilbert Louage réalise de grands assemblages de tissus où cette thématique prend toute son ampleur.
Il meurt le 5 décembre 1975 à l'hôpital de Toulon d'une hémorragie interne.

## La culture littéraire et le dépassement de l'illustration
S'il faut consacrer une rubrique à cette dimension de son existence, c'est que la formation de plasticien de Gilbert Louage se fond dans ses lectures innombrables. S'il admirait Chardin et Cézanne, il ne fut jamais un peintre de natures mortes. Et malgré d'admirables dessins au crayon ou à l'encre de Chine, on peut dire que le paysage et le portrait ne se rencontrent, la plupart du temps, dans son œuvre qu'en référence à des thèmes littéraires.
Il n'était pas attiré par les ouvrages conceptuels, philosophiques, mais bien plutôt par les récits (contes, romans, théâtre, histoire sainte, récits bibliques, etc.) Les mots engendraient en lui des images profuses qu'il disciplinait peu à peu, à travers de nombreuses variantes, dont la qualité leur donnait souvent valeur de déclinaisons sur un thème bien plus que d'ébauches.
Dans ces œuvres, aucun élément n'est présent accidentellement. Le décor, les expressions, les gestes, les attitudes, les choses, présentent une solidarité profonde qui n'est pas seulement d'ordre plastique, mais aussi de l'ordre de la signification. Ainsi faut-il toujours dépasser le rassemblement, au premier abord hétéroclite, des objets pour comprendre qu'il guide l'esprit vers un signifié ou un référent qui constitue l'essence du texte. Comme dans les tableaux de Jérôme Bosch, de Pieter Brueghel l'Ancien, le bric-à-brac apparent n'est jamais hasardeux, absurde: l'étrange se révèle finalement familier à qui prend la peine de chercher les clefs.
Il faut insister sur un point capital concernant l'œuvre de Louage : c'est avec réticence que l'on se résigne à parler d'illustration à propos de son travail sur les textes littéraires ou religieux. Le mot a été utilisé faute de mieux, mais il ne convient pas. Ou alors il faudrait dire que Fra Angelico a illustré les Evangiles dans ses fresques du couvent San Marco de Florence ou que le tympan de Moissac est une illustration de l'Apocalypse. Il ne fut donc pas un illustrateur au sens où Gustave Doré en fut un pour les textes de Rabelais ou de La Fontaine.
Ses images, même lorsqu'elles se présentent comme des indications à respecter pour réaliser les décors et les costumes d'une pièce de théâtre, dépassent de beaucoup ce rôle secondaire. D'abord parce qu'elles ont une valeur esthétique en elles-mêmes, indépendamment de toute référence extérieure, comme un chapiteau roman a une valeur esthétique même pour qui ne sait pas le lire. Mais aussi parce que nous invitent à approfondir notre réflexion sur le texte qu'elles enrichissent comme d'un « rehaut » de sens.
Il ne sera pas possible ici de donner autre chose qu'un aperçu de cette véritable méditation en images : sa richesse est telle qu'elle ne permet pas de prétendre à l'exhaustivité.

## La culture artistique
Aucun artiste n'est auteur de lui-même et il est bien connu que c'est par la fréquentation des œuvres que la capacité de créer passe de la virtualité à la réalité. Gilbert Louage n'échappe pas à la règle. Il a parcouru avec avidité musées et expositions, et sa culture artistique était immense.
Par des témoignages, par sa correspondance, il est possible de l'accompagner dans sa découverte de formes qu'il a su comprendre et reprendre sans jamais les plagier ni même en faire l'occasion d'un exercice d'école.
Dire qu'il aimait tout, depuis les peintures de Lascaux jusqu'à la non-figuration serait faux : il a eu des mots très durs à l'égard de Salvador Dalí. Mais il serait non moins faux de prétendre, comme certains l'ont fait, qu'il avait une culture artistique incomplète et, notamment, qu'il ignorait tout des peintres de l'après-guerre. Entre autres, il connaissait l'œuvre d'Alfred Manessier et il regrettait de n'avoir pas rencontré l'artiste lui-même, bien que, pour sa part, il n'ait jamais été attiré par la non figuration.
Pour en revenir aux formes constitutives de son style propre, il faut signaler d'abord l'attachement fondamental, indéfectible, de Gilbert Louage à l'art médiéval en lequel il voyait une exemplaire fusion entre les formes plastiques et la foi chrétienne. Ainsi, à vingt ans, fait-il part à son ami Jacques Burois de son émotion devant la cathédrale Notre-Dame de Paris et les sculptures de la façade : "Rien qu'en la voyant, tu deviendrais croyant; on ne peut pas rester incroyant devant une telle merveille. Ces artistes imagiers ont bien rempli leur mission, car, devant, tu ne vois que des visages extasiés. La foule est prise par ce je-ne-sais-quoi. Moi-même j'en avais envie de chialer. C'est la première fois que j'éprouve une semblable émotion devant la sculpture." Sculpture médiévale qu'il a admirée au musée du Louvre, ainsi qu'au musée des monuments français.
Il fut aussi très attentif à l'enluminure romane et gothique en ce qui concerne gestes, les attitudes, les mains. Il convient aussi d'évoquer les apports des Christ romans en bois sculpté et des fresques romanes du Roussillon et de Catalogne en ce qui concerne les visages, les yeux. Ces influences se remarquent particulièrement, par exemple, dans les dessins préparatoires de la Mise au Tombeau.
Il faut souligner aussi une autre source d'émotions esthétiques et d'influences certaines : les peintres primitifs italiens. Lettre à Jacques Burois: « Je reviens du Louvre. (…) Une salle entière est consacrée aux primitifs : c'est formidable. J'ai vu les œuvres d'Uccello, de Fra Angelico, de Giotto. Il faudrait inventer un nom nouveau pour exprimer ce que l'on ressent devant ces tableaux. (...) J'aurais aimé rester plusieurs jours dans la salle des primitifs ».
Pour le reste, son regard s'émerveillait de tout ou presque tout, avec cependant quelques « phares » : Van Eyck, Memling, Van der Weyden, Cranach, La Tour Vermeer, Chardin, Zurbaran, Ingres... Peut-être faut-il faire une place spéciale à Jérôme Bosch et à Pieter Brueghel l'Ancien, et chez ce dernier Dulle Griet (Margot l'Enragée).
Comme il a été dit, il savait reconnaître le génie d'artistes pourtant éloignés de ses propres recherches: Toulouse-Lautrec, le Douanier Rousseau, Vuillard, Bonnard, Soutine, Modigliani, Raoul Dufy, Utrillo. Fasciné par Picasso, il éprouvait cependant plus d'affinités avec la sagesse de Georges Braque. Il a beaucoup médité sur l'œuvre de Rouault, et plus particulièrement le Miserere, ainsi que sur les expériences plastiques d'Antoni Clavé.
Il admirait les Impressionnistes et Cézanne. Van Gogh pourtant le retenait davantage. Il y retrouvait la Provence flambant sous le soleil, mais il voyait surtout en Vincent un dessinateur à la puissance de travail inégalée ainsi qu'un mystique de l'art dont il lisait et relisait la correspondance entretenue avec son frère Théo.
Il faut mentionner les deux maîtres, Henri Pertus et Eugène Baboulène, qui ont guidé ses pas à l'École des Beaux-Arts. Il appréciait leur métier et leur talent, et leur était reconnaissant d'avoir su lui donner les moyens d'exercer sa liberté, enseignant sans dicter, montrant par l'exemple de leur propre œuvre que la puissance de créer n'est en aucun cas la dérisoire aptitude à faire n'importe quoi.

## L'Œuvre
Choix très restreint d'œuvres représentatives de ses préoccupations, des périodes stylistiques et des techniques utilisées :
Peinture à l'huile
- Panneaux pour la chapelle du Collège Franklin à Paris.
- Mise au Tombeau, achevée en 1957, 150,5 cm × 196 cm.
- Les Noces de Cana, toile actuellement disparue.
- Sainte Bernadette, 1958, 193 cm × 64 cm.
- Hommage à Charlot, 1964.

Œuvres portant sur des récits
- Alain-Fournier, Le Grand Meaulnes, 24 gouaches.
- Gérard de Nerval, La Main enchantée, 25 gouaches.
- André Schwarz-Bart, le Dernier des Justes, 30 gouaches en noir et blanc.
- Julien Green, Minuit, 49 gouaches en noir et blanc, avec grattages.
- Julien Green, Adrienne Mesurat, 16 gouaches.
- Gustave Flaubert, Madame Bovary, 27 gouaches en noir et blanc.
- Marcelle Auclair, Vie de Sainte Thérèse d'Avila, 23 gouaches.

Œuvres concernant le théâtre (Décors et costumes)
- Eugène Labiche, Les noces de Bouchencœur, 17 gouaches.
- Beaumarchais, Le Barbier de Séville, 19 gouaches et dessins.
- Molière, Monsieur de Pourceaugnac, 12 gouaches.
- Molière, George Dandin, 30 gouaches et dessins.
- Michel de Ghelderode, La pie sur le gibet, 12 lavis à l'encre de Chine.
- Michel de Ghelderode, D'un diable qui prêcha merveilles, 53 dessins et gouaches.
- Michel de Ghelderode, La farce des ténébreux , 18 dessins à l'encre de Chine.
- Michel de Ghelderode, La ballade du Grand Macabre, 29 dessins et gouaches.
- Michel de Ghelderode, Sire Halewin, 10 dessins à l'encre de Chine.
- Fernando Arrabal, Le Grand Cérémonial, 20 dessins et gouaches.
- Federico Garcia Lorca, Les Amours de Belisa et Don Perlimpin, 24 dessins et gouaches.

Tapisseries
- Alors, sortant des tombeaux, ils entrèrent dans la Ville Sainte (Apocalypse), assemblage de tissus brodés.
- Descente de Croix , 1962, laine au point lancé, 93 cm × 105 cm.
- La cafetière rouge, 1964, laine au point lancé, 172 cm × 140 cm.
- Chemin de Croix , 1965-1968, laine au point lancé, Trois tapisseries de 170 cm × 352 cm.
- Les saisons, 1968, laine au point lancé, 270 cm × 480 cm.
- Quand ce n'est pas à Dieu c'est au diable que vous parlez (citation de Léon Bloy), tissus assemblés, 199 cm × 352 cm.
- Théâtre, danse, musique, laine au point lancé, 123 cm × 303 cm.
- Avila, Tissus assemblés, 106 cm × 170 cm.
- Aujourd'hui roi, demain mort, tissus assemblés, 125 cm × 175 cm.
- Gilles de Retz, tissus assemblés et laine au point lancé, 178 cm × 138 cm.

## Expositions
- Du vivant de l'artiste
  - Début des années 1950: diverses expositions avec le "Groupe 50" à la galerie La Palette à Toulon, ainsi qu'au musée des Beaux-arts de cette ville.
  - 1958: Première exposition personnelle à la galerie Arts et Tradition chrétienne à Paris. D'autres expositions suivront, dans cette même galerie.
  - 1959: Exposition à la Galerie Georges Barry à Saint-Tropez.
  - 1964: Exposition avec Les Peintres de Provence, au Palais des archevêques de Narbonne.
  - 1966 : exposition des tapisseries du Chemin de Croix du couvent des Carmes de Bruxelles à la galerie La Palette à Toulon.
  - 1973 : grande exposition de ses tapisseries à Aix-en-Provence.
  - 1974 : projet d'exposition de ses tapisseries au Canada. Le décès de l'artiste mettra un terme à ce projet.

- Expositions posthumes
  - Exposition rétrospective Hommage à Gilbert Louage. Musée municipal de Hyères.
  - 1985 : exposition rétrospective à Fontenay-le-Comte.
  - 2004 : exposition rétrospective à Ollioules.